# 대호지면
대호지면(大湖芝面)은 대한민국 충청남도 당진시의 면이다.

## 연혁
원래 해미현 읍내의 서쪽에 위치하여 서면(西面)이라 불리어 왔는데, 1914년 행정구역 통폐합에 따라 대호지면이라 하여 서산군(瑞山郡)에 편입하다가, 1957년 11월 6일 법률 제456호에 의해서 대호지면이 정미면과 함께 당진군에 편입되었습니다.
- 1914년 4월 1일 : 서산군 편입
- 1957년 11월 6일 : 당진군 편입(11월6일)
- 2012년 1월 1일 : 당진시 대호지면(당진시 승격)

## 행정 구역
- 도이리(桃李里)
- 두산리(杜山里)
- 마중리(馬中里)
- 사성리(沙城里)
- 송전리(松田里)
- 장정리(長井里)
- 적서리(赤鼠里)
- 조금리(調琴里)
- 출포리(出浦里)

## 교육
- 조금초등학교 (조금리)
  - 송전분교 (폐교) - 대호지면 양지편길 57-15 (송전리)
- 도성초등학교 (폐교) - 대호지면 대호로 470 (사성리)
- 당진중학교 대호지분교 - 대호지면 4.4만세로 75-22 (조금리)